# Pedúnculo cerebeloso superior
En el cerebro humano, el pedúnculo cerebeloso superior (brachium conjunctivum) es una estructura apareada de materia blanca (por ello, es más común encontrar el nombre en plural: los pedúnculos cerebelosos superiores) que conecta el cerebelo con el mesencéfalo. Se compone principalmente de fibras eferentes; el tracto cerebelotalámico, que se extiende desde un hemisferio cerebeloso hasta el tálamo contralateral, y el tracto cerebelorubral, que se extiende desde un hemisferio cerebeloso hasta el núcleo rojo. También contiene tractos aferentes, el más destacado de los cuales es el tracto espinocerebeloso ventral. Otros tractos aferentes son las fibras trigeminotalámicas, las fibras tectocerebelosas y las fibras noradrenérgicas del locus coeruleus. El pedúnculo superior emerge de las partes superior y medial de la sustancia blanca de cada hemisferio cerebral,[cita requerida] y se coloca bajo la cubierta de la parte superior del cerebelo.

## Estructura
Los pedúnculos cerebelosos superiores están conectados entre sí por el velo medular anterior, que puede seguirse hacia arriba hasta los colículos inferiores, debajo de los cuales desaparecen. 
A continuación, forman los límites laterales superiores del cuarto ventrículo, pero a medida que ascienden convergen en el aspecto dorsal del ventrículo y, por lo tanto, ayudan a formar su techo. 

### Decusación

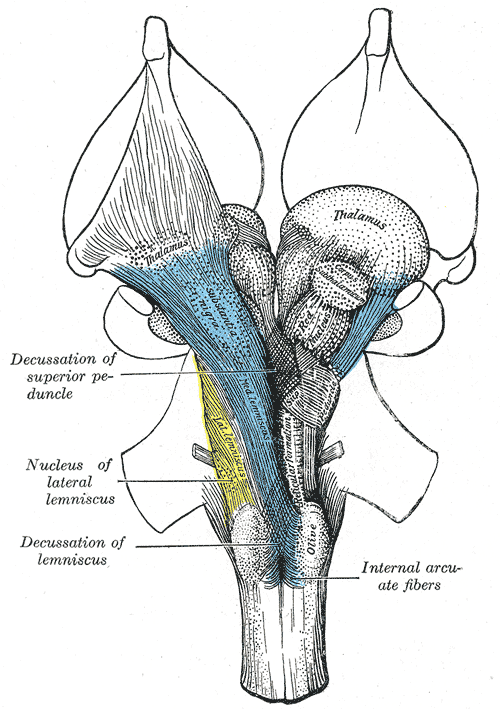
Disección profunda del tronco encefálico que muestra decusación.

La decusación del pedúnculo cerebeloso superior es el cruce de fibras del pedúnculo cerebeloso superior a través de la línea media, y se encuentra al nivel de los colículos inferiores. Comprende el tracto cerebelotalámico, que surge del núcleo dentado (por lo tanto, también conocido como tracto dentatotalámico), así como el tracto cerebelorubral, que surge del núcleo globoso y emboliforme y se proyecta hacia el núcleo rojo contralateral para convertirse eventualmente en el tracto rubrospinal. También se conoce como comisura en forma de herradura de Wernekinck. Es importante como punto de referencia anatómico, ya que las lesiones por encima de ella causan signos cerebelosos contralaterales (del lado contrario), mientras que las lesiones por debajo de ella causan signos cerebelosos ipsilaterales (del mismo lado).

## Imágenes adicionales

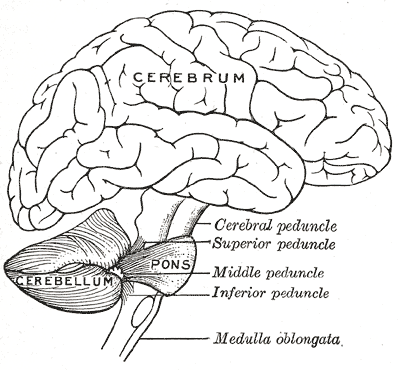
Esquema que muestra las conexiones de varias partes del cerebro.
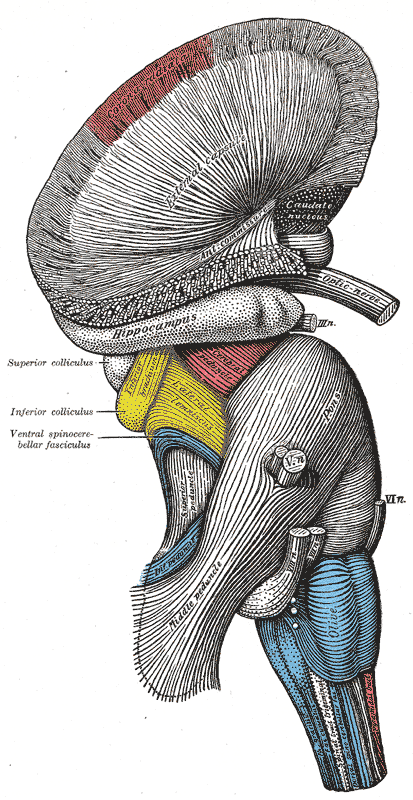
Disección superficial del tronco encefálico. Vista lateral.
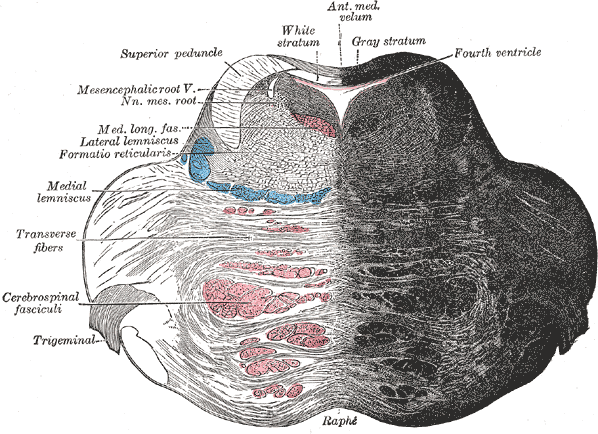
Sección coronal de los protuberancias, en su parte superior.
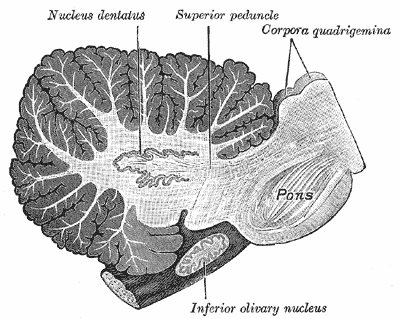
Corte sagital a través del hemisferio cerebeloso derecho. El núcleo olivar derecho también se ha cortado sagitalmente.
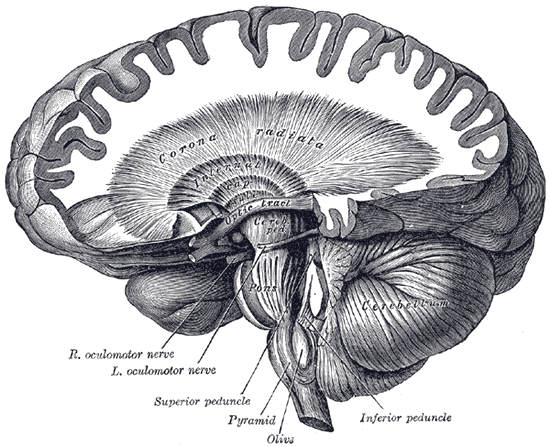
Disección que muestra el curso de las fibras cerebroespinales.
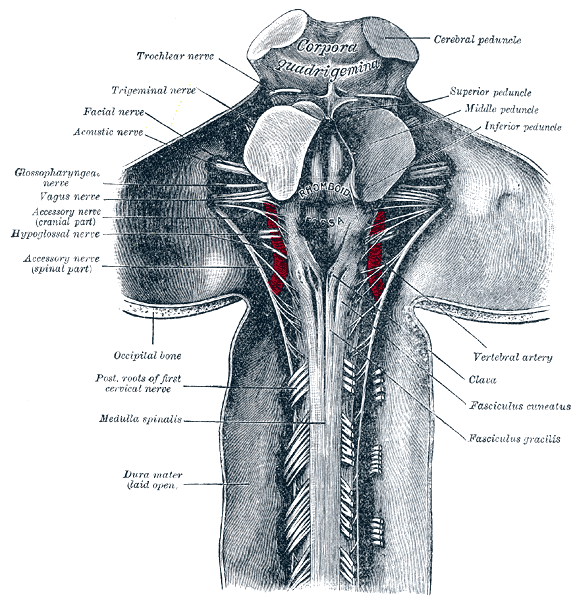
Parte superior de la médula espinal y cerebro posterior y medio; aspecto posterior, expuesto in situ.